# National Democratic Party (Barbados)
De National Democratic Party (Nederlands: Nationaal-Democratische Partij) was een politieke partij op Barbados. De partij deed in 1991 voor het eerst mee aan de verkiezingen, waarbij 6,8% van de stemmen maar geen zetel werd behaald. Bij de verkiezingen in 1994 werd het stempercentage bijna verdubbeld en kwam de partij met één vertegenwoordiger in het parlement. Sindsdien is de NDP echter niet meer actief.
De NDP was een gematigd (centrumlinkse) partij. De partij werd geleid door Richard Haynes.